# Jasper Iwema
Jasper Iwema est un pilote de moto néerlandais né le 15 novembre 1989 à Hooghalen.

Il commence sa carrière en 125cm3 en 2007 au Grand Prix moto des Pays-Bas. En 2009, il participe à l'ensemble du championnat sur Honda. L'année suivante, il court sur Aprilia 125 RS où il obtient son meilleur classement (16e avec 34 points). Depuis 2012, il court en Moto3, nouvelle appellation de la catégorie.